# Placentonema gigantissima
Placentonema gigantissima är en rundmaskart som beskrevs av Ivan Alekseevich Gubanov 1951. Placentonema gigantissima ingår i släktet Placentonema, och familjen Tetrameridae. Arten är reproducerande i Sverige.